# 東川登村
東川登村（ひがしかわのぼりむら）は、佐賀県杵島郡にあった村。現在の武雄市の一部にあたる。

## 地理
六角川の流域に位置していた。

## 歴史
- 1889年（明治22年）4月1日、町村制の施行により、杵島郡永野村、袴野村が合併して村制施行し、東川登村が発足[1][2]。旧村名を継承した永野、袴野の2大字を編成[2]。
- 1954年（昭和29年）4月1日、杵島郡武雄町、朝日村、武内村、橘村、西川登村、若木村と合併し、市制施行し武雄市を新設して廃止された[1][2]。合併後、武雄市大字永野・袴野となる[2]。

### 地名の由来
明治末期まで有明海の満潮時に船が六角川をさかのぼったことにちなみ、西川登村に対する。

## 産業
- 農業

## 教育
- 1890年（明治23年）東川登尋常小学校開校[2]。1901年（明治34年）高等科を併設し東川登尋常高等小学校となる[2]。同校で1916年（大正5年）から1918年（大正7年）にかけて大正自由教育運動が実践された[2]。
- 1947年（昭和22年）東川登中学校開校[2]。